# Goedange
Goedange (Luxemburgs: Géidgen, Duits: Gödingen) is een plaats in de gemeente Troisvierges en het kanton Clervaux in Luxemburg.
Goedange telt 42 inwoners (2001).
In de plaats staat de Cosmas en Damianuskapel.

## Nabijgelegen kernen
Huldange, Hautbellain, Wilwerdange
Basbellain · Biwisch · Drinklange · Goedange · Hautbellain · Huldange · Wilwerdange

Luxemburgse gemeenten · Kanton Clervaux · Luxemburg